# At Souillac en Jazz
At Souillac en Jazz (Untertitel „live in Calès' Church“) ist ein Soloalbum von Joëlle Léandre. Die am 18. Juli 2021 in der Église Saint-Jacques von Calès (Lot) entstandenen Aufnahmen erschienen am 5. November 2022 auf Ayler Records.

## Hintergrund
Das Festival Sim Copans oder auch Souillac en Jazz findet alljährlich seit 1976 statt und hat sich längst über die Grenzen der gleichnamigen Stadt hinaus verbreitet. In diesem Rahmen fand im Juli 2021 in Calès, etwa zehn Kilometer von Souillac entfernt, ein Solokonzert von Joëlle Léandre statt. Die Idee zur Veranstaltung ging auf Christian Pouget zurück, den Regisseur von „Affamées“, einem Film, in dem Joëlle Léandre im Mittelpunkt stand, und dem Wunsch der beiden, eine Reihe von Léandres Solokonzerten in Kirchen festzuhalten. Pouget filmte das Konzert, und die Tonaufnahme fand bei Léandre Anklang und wurde deshalb auf Tonträger veröffentlicht. Auch das Festivalteam unter der Leitung von Robert Peyrillou plädierte für die Aufnahme und Veröffentlichung dieses Live-Auftritts und beauftragte das Label Ayler Records.
Die letzten beiden Titel, zusammengefasst in einem „Private After-Set“, wurden am Morgen nach dem Konzert aufgenommen. Sie enden nicht mit Applaus des Publikums.

## Titelliste
- Joëlle Léandre: At Souillac en Jazz (Ayler Records AYLCD-169)[2]

1. Calès I 8:36
2. Calès II 8:56
3. Calès III 7:59
4. Calès IV 10:26
5. Calès V 6:21
6. Calès VI 7:07
7. Calès VII 4:31
8. Calès VIII 5:14

Die Kompositionen stammen von Joëlle Léandre.

## Rezeption

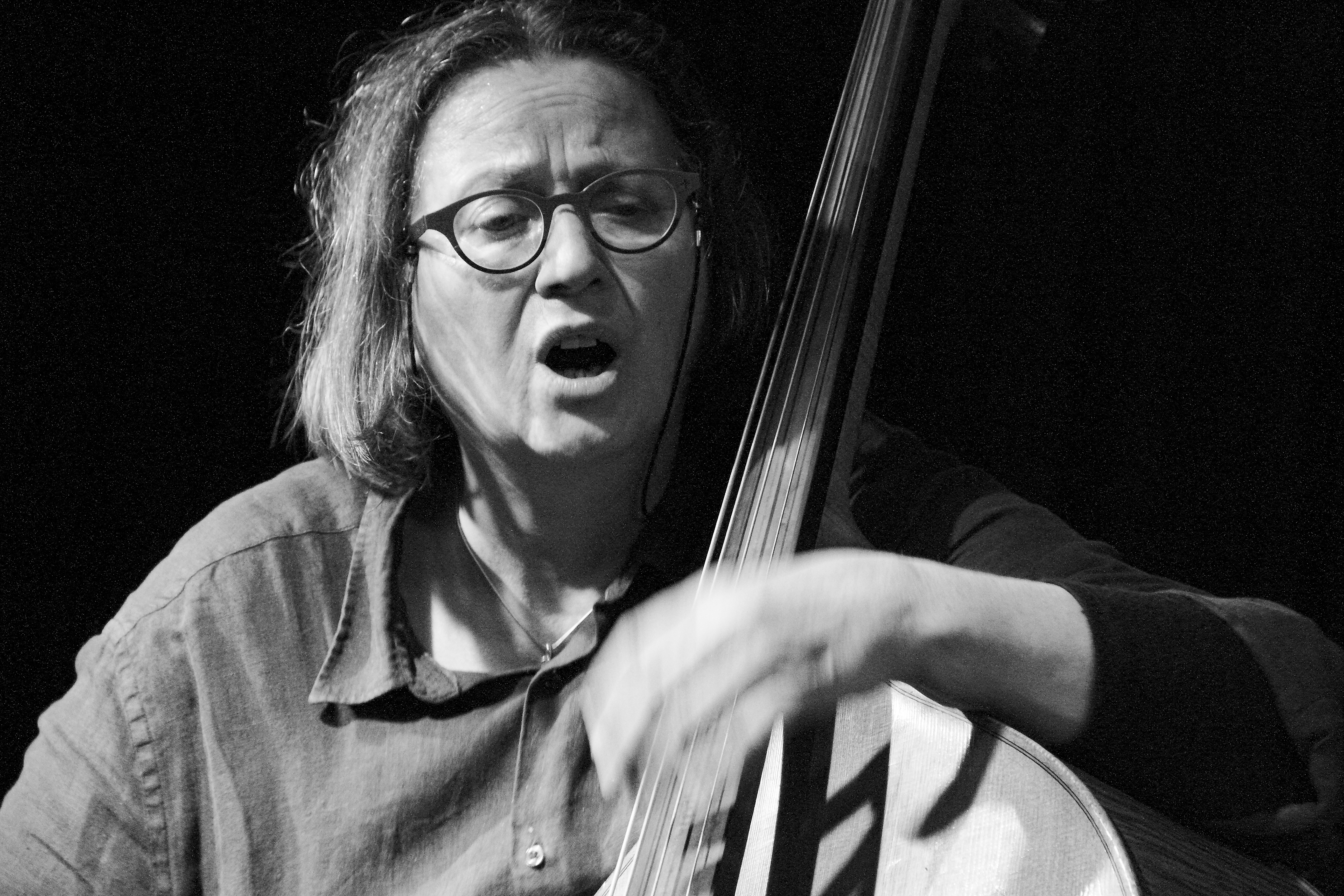
Joëlle Léandre bei einem Auftritt im Club W71, 2018

Natürlich sei das keine einvernehmliche Musik, meinte Gilles Gaujarengues (Citizen Jazz). Léandre würde unter dem Stern der totalen Improvisation segeln, ohne jedes Sicherheitsnetz. Wie immer, könnte man sagen, und Liebhaber dieser Musik dürften hier fündig werden. Dargeboten werde ein Klangbild aufeinanderfolgender Momente: „Wut, Sanftmut, Energie, Raserei, Härte oder Sanftmut“, es seien jedenfalls diese Emotionen, die sie überhöhe, die den Hörer mit diesem Kontrabass-Solo erfülle. Jeder der Titel enthalte eine Abfolge von Ausdrücken, mal sanft, mal ernst, von Tönen am Rande – etwa in „Calès II“ – von Balancen, Crescendos und Decrescendos, von Atemzügen. „Diese Musik erfüllt jeden mit Intensität, der sich die Mühe macht, nach Tiefe und Volumen zu suchen.“
Was dieses Album auszeichne, sei die einzigartige Kunst, die Joëlle Léandre und viele andere Künstler praktizieren: in der Dringlichkeit des Augenblicks Musik zu schaffen, die mehr ist als die Entstehung einer musikalischen Idee in Aktion, schrieb Xavier Prévost in Les dernier nouvelles de Jazz über At Souillac en Jazz. Man könnte hier vielmehr von einem Werk in ständiger Entwicklung sprechen, einer Konstruktion, die spontanen Ausdruck, die Spuren verschiedener Kulturen (musikalisch, instrumental – eine nicht abschließende Liste) und das sich entwickelnde Projekt vereine, das jede Sekunde der Musik einem noch unbekannten Ende entgegenführe. Genau das sei die leicht verrückte Herausforderung, die jedes Mal, bei jedem Konzert, neu aufgegriffen werde. Eine Form in Bewegung werde Schritt für Schritt entwickelt und komponiert. Die Magie sei auf absolute Weise ausgeübt worden. Jede Sequenz Folge einer spezifischen Dramaturgie, fast einem Ritual. Wir können mit einer extratonalen Linie beginnen, die mit dem Bogen gespielt wird, die dann einen Aufschwung in Richtung Diskant beginne, um sich in einer langsamen Rückkehr zur Stille aufzulösen. An anderer Stelle verstärkten Stimme und perkussive Klänge einen lauten, fast erdbebenartigen Aufschwung. Der Bogen werde während des gesamten Konzerts bevorzugt, wodurch das Pizzicato im Hintergrund bleibe. Es klinge oft lyrisch, beschwörend und engagiert. Kurz gesagt: „Die Quintessenz der Kunst“.